# Produkcja wtórna
Produkcja wtórna (secondary production) – pojęcie określające w ekologii ilość biomasy wytwarzanej przez heterotrofy (konsumentów) z biomasy wytwarzanej na niższych poziomach piramid troficznych (zob. łańcuch pokarmowy, sieć troficzna, biocenozy i ekosystemy, piramidy ekologiczne). Produkcja wtórna określa szybkość kumulowania się energii w organizmach cudzożywnych i jest wyrażana w gramach lub dżulach na jednostkę czasu i powierzchni. Wielkość produkcji wtórnej jest zależna od wielu różnych czynników współistniejących w ekosystemach, kształtujących ich struktury oraz wpływających na budżety energetyczne poszczególnych gatunków i ich zrównoważenie (stechiometria ekologiczna).